# Emanuel Meier

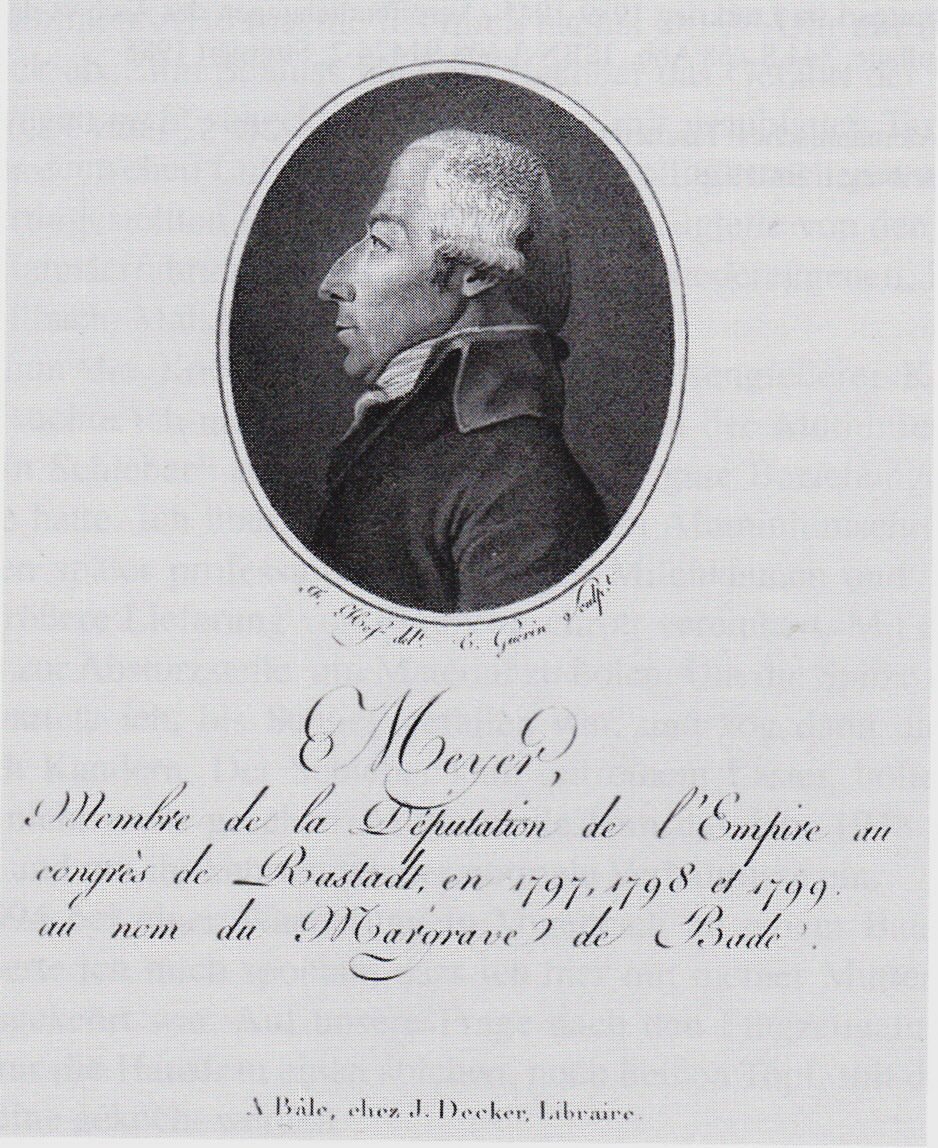
Emanuel Meier als badischer Gesandter beim Rastatter Kongress

Emanuel Meier (* 17. Oktober 1746 in Müllheim (Baden); † 5. Juni 1817 in Karlsruhe) war ein deutscher Jurist und badischer Beamter und Politiker.

## Leben und Wirken
Meier war der älteste Sohn des Kaufmanns Emanuel Meier und dessen Ehefrau Marie Elisabethe (geb. Daler), der Tochter des Kirchenrats und Spezialsuperintendenten Philipp Jacob Daler (1668–1763) aus Müllheim. In erster Ehe war Meier selbst mit Willhelmine Rosine Maler (1747–1809) verheiratet, der Tochter des Rektors des Gymnasium illustre zu Karlsruhe, des Kirchenrats Jakob Friedrich Maler (1714–1764). Nach deren Tod 1809 ehelichte er 1811 Sophie Steinheil (1753–1827), die Witwe des Kammerrats Christoph Friedrich Lidell (1720–1793), eine Freundin seiner verstorbenen ersten Ehefrau. Aus der ersten Ehe gingen sechs Kinder hervor, von denen aber nur die drei letzten das Kindesalter überlebten, darunter der spätere Generalstabsarzt Wilhelm Meier (1785–1853), über dessen weibliche Nachkommen später eine verwandtschaftliche Verbindung der Meiers zum Fürstenhaus zustande kommen sollte.
Früh, mit noch nicht fünf Jahren, durch Tod beider Eltern innerhalb einer Woche verwaist, wurde Meier vom Großvater Daler betreut.  Als einziges der insgesamt vier Geschwister erreichte er das Erwachsenenalter  – zwei Schwestern waren bereits vor den Eltern noch im Säuglingsalter gestorben, der drei Jahre jüngere Bruder Philipp Jacob starb 1765 als Jugendlicher. Auf Initiative des Großvaters, dem die Begabung des Enkels nicht entgangen war, besuchte dieser das Gymnasium illustre zu Karlsruhe, wo er als Kostgänger im Hause des Kirchenrats Jakob Friedrich Maler dessen Tochter Willhelmine Rosine, seine spätere Ehefrau, kennenlernte. Nach dem Abitur studierte er dem Wunsche des Großvaters und eigener Neigung entsprechend zunächst Theologie an der Universität Halle, wechselte aber nach dessen und seines jüngeren Bruders Tod auf Drängen seiner Vormünder zur Rechtswissenschaft und setzte dieses Studium an der Universität Göttingen fort, von wo er 1768 nach Karlsruhe zurückkehrte, um nach Ablegung des Examens als Advokat in den badischen Staatsdienst einzutreten.  1771 wurde er zum wirklichen Sekretär im Geheimen Rat ernannt und heiratete noch im selben Jahr. Der weitere Karriereweg führte über den Hofrath, Hofgerichts- und Kirchenrat, die Verwaltung der Rentkammer bis zur am 5. Juli 1790 erfolgten Ernennung zum wirklichen geheimen Rath und Mitglied im Geheimeratskollegium, dem Kabinett Karl Friedrichs von Baden. dem noch nicht in Ressorts untergliederten Kabinett Karl Friedrichs von Baden. Diesem gehörte er bis zu seinem Tod fast 27 Jahre lang an.
Aufgrund seiner umfassenden fachlichen Kenntnisse, seiner Verlässlichkeit und Arbeitskraft wurde Meier zu einem der wichtigsten Mitglieder des Geheimen Rats, das an fast allen wesentlichen Entscheidungen und Reformmaßnahmen maßgeblich durch seine Denkschriften, sein Aktenstudium und seine gewichtigen, immer zu Mäßigung, Vorsicht und Zurückhaltung ratenden Diskussionsbeiträge mitwirkte,  und zum engsten Vertrauten der fürstlichen Familie in deren persönlichen Rechtsangelegenheiten. Nach dem Urteil des Geheimen Rats und Oberhofrichters Freiherrn Karl Wilhelm Ludwig Friedrich von Drais von Sauerbronn, der ihm in seinem als Anhang seiner Geschichte der Regierung und Bildung von Baden beigefügten Nekrolog ein ungewöhnlich ausführliches biografisches Porträt widmete, war er „einer unserer ausgezeichnetsten Staatsmänner an Scharfsinn, an umfassenden und vielen Arbeiten, an genauen Landeskenntnissen, an durchführendem Geist, an getreuem Ausharren bis in sein hohes Alter.“. Wie sein enger Freund und Kollege Johann Nicolaus Friedrich Brauer legte er Wert auf eine ethische Fundierung politischen Handelns und war deshalb ein Gegner und Kritiker der forschen und opportunistischen Interessen- und Reformpolitik Sigismunds von Reitzenstein. Bezeichnend für seine Denkweise ist ein von Friedrich von Weech mitgeteilter Debattenbeitrag Meiers aus den Protokollen der vom 23. Januar bis zum 4. März 1815 geführten Beratungen zur Errichtung einer landständischen Verfassung für das Großherzogtum Baden:  „Er (Staatsrath Meier) kenne keinen Unterschied zwischen den Pflichten eines Staatsbeamten und denen eines Staatsbürgers und Volksrepräsentanten. Der eine wie der andere sei verbunden, die unzertrennbare Wohlfahrt des Regenten und des Landes stets vor Augen zu haben, solche nach bestem Wissen und Gewissen zu berathen und aus allen Kräften zu fördern. Trotzdem könne man über die Zulassung von Staatsdienern (als Landesdeputierte der zweiten Kammer) verschiedener Meinung sein. Er betrachte die freie, unbefangene Wahl eines Dieners als Beweis, dass die Wähler, seiner Dienstverhältnisse ungeachtet, Vertrauen in ihn setzten.“
Von 1797 bis 1799 vertrat er die Interessen Badens auf dem Friedenskongress zu Rastatt, wo er an der Rettung des französischen Gesandten Heinrich Karl Rosenstiel anlässlich des Rastatter Gesandtenmordes beteiligt war, und erneut 1802 auf dem Reichsdeputationskongress zu Regensburg.
Nach Einführung des Departement-Systems wurde Meier 1807 dem Staatsdepartement (äußere Angelegenheiten) zugewiesen, nach der erneuten Reform 1808 wurde er Ministerialdirektor im Departement der auswärtigen Angelegenheiten und Mitglied des Staatsrats. An den im selben Jahr aufgrund einer landesherrlichen Verordnung vom 5. Juli geführten Beratungen über die Errichtung einer Verfassung für das Großherzogtum Baden, deren von Friedrich Brauer ausgearbeiteter und von den Mitgliedern des Staatsraths unterzeichneter Entwurf aufgrund der folgenden Kriegsereignisse gleichwohl nicht in Kraft treten sollte, war Meier beteiligt. Kaum verhohlen kritisierte er die Entscheidung seines Dienstherrn Karl-Friedrich von Baden, öffentlich das Versprechen abzugegeben, nicht nur eine Verfassung einzurichten, sondern in deren Rahmen auch eine Landesrepräsentation (also eine gewählte Volksvertretung) vorzusehen, als Fehler, dessen problematische Folgen es nunmehr einzuhegen gelte. Zu deren möglichem Nutzen äußerte sich durchaus skeptisch. Jedenfalls sei ihr Einfluss auf Gesetzgebung und Steuererhebung, um Schaden vom Großherzogtum abzuwenden, auf ein Minimum zu beschränken. Andererseits sei es auch nicht damit getan, „sie nur pro forma“ einzuführen „ut aliquid fecisse videamur“ (damit es so aussieht, als hätten wir etwas unternommen). Meier warnte ausdrücklich davor, sich an den neuen Verfassungen des Königreichs Westphalen und des Königreichs Bayern inhaltlich zu orientieren, auf die Karl-Friedrich in der Verordnung Bezug genommen hatte. Lediglich auf das an (ob), nicht aber auf das quomodo (wie) beziehe sich dieser Hinweis.
1809 erkrankte Meier lebensgefährlich an einer Typhusinfektion, der seine ebenfalls erkrankte Frau zum Opfer fiel. Von diesem Schicksalsschlag erholte er sich trotz der Unterstützung durch seine zweite Frau nur schwer. Die kaum mehr zu erwartende Rückkehr seines Sohnes Wilhelm aus dem Russlandfeldzug 1812 und die Geburt von Enkelkindern ließen ihn dann neuen Lebensmut finden und seine Arbeitskraft wiedergewinnen.
Nach der Niederlage Napoleon Bonapartes in der Völkerschlacht bei Leipzig, an der sein Sohn Wilhelm als Mitglied des badischen Kontingents bis zum Frontwechsel nach dem Frankfurter Akzessionsvertrag vom 20. November 1813 an der Seite Napoleons teilgenommen hatte, wurde er daher als einer der Erfahrensten (Brauer war 1813 gestorben) 1814 von Karl Ludwig Friedrich von Baden zum Mitglied der Regierungskommission ernannt, die die Geschäfte Badens während der Abwesenheit des Großherzogs in Paris und später Wien zu führen hatte. Außerdem wurde er 1815 Vorsitzender der Kommission zur Erarbeitung einer Verfassung für Baden, deren am 4. März 1815 vorgelegter Entwurf allerdings keine Gültigkeit erlangen sollte, sondern einer von Karl Friedrich Nebenius erarbeiteten Fassung weichen musste, die erst nach dem Tode Meiers von Großherzog Karl Ludwig Friedrich von Baden am 22. August 1818 unterzeichnet wurde.
Am 5. Juni 1817 starb Emanuel Meier zu Karlsruhe. Für seine Verdienste erhielt Meier, nachdem er bereits 1777 von Prinz Wilhelm Ludwig von Baden-Durlach (1732–1788), dem jüngeren Bruder Karl Friedrichs, mit einem Reitpferd und von diesem selbst mit der nötigen Fourage beschenkt worden war, 1803 den Ehrendoktor utriusque iuris der Universität Heidelberg sowie am 11. Juni 1815 die Ernennung zum Großkreuz des neu gestifteten Zähringer Löwenordens.